# Justin și Cavalerii
Justin și cavalerii este un viitor film 3D de animație spaniol, produs în anul 2013 de coscenaristul Matthew Jacobs și regizat de Manuel Sicilia. Banda sonoră a filmului a fost realizată cu voci ale unor vedete internaționale, dintre care îi amintim pe: Freddie Highmore, Antonio Banderas, James Cosmo, Charles Dance, Tamsin Egerton, Rupert Everett, Barry Humphries, Alfred Molina, Mark Strong, David Walliams, Julie Walters, Olivia Williams și Saoirse Ronan.
Pe data de 5 octombrie 2013, la Știrile ProTV, audienței i s-a confirmat alegerea vedetelor din trustul MediaPro care au fost prezente la premiera filmului, și care au povestit despre personajele pe care le-au interpretat în cadrul filmului "Justin și Cavalerii 3D", ulterior o nouă știre a fost dată publicității în cadrul Digi 24

## Acțiune
O poveste animată despre prietenie, onoare și curaj Justin și cavalerii urmărește un băiat în aventura sa de a deveni Cavaler.
Justin (Freddie Highmore) locuiește într-un regat în care birocrații conduc, iar cavalerii au fost alungați. Mai presus de orice, visul lui este să devină un cavaler neînfricat, exact ca bunicul său. Cu toate acestea, tatăl are cu totul alte planuri rezervate pentru el și vrea ca Justin să-i calce pe urme și să devină avocat. După o discuție plină de inspirație cu bunica lui și o despărțire înduioșătoare de iubită, Justin pornește în căutarea drumului său către împlinirea celui mai arzător vis. De-a lungul călătoriei o va cunoaște pe frumoasa și rebela Talia (Saoirse Ronan), pe vrăjitorul Melquiades (David Walliams) și pe arătosul Sir Clorex (Antonio Banderas).
Deși, aparent, nu are calitățile necesare unui adevărat cavaler, Justin trebuie să își apere familia și regatul de crunta răzbunare a lui Sir Heraclio (Mark Strong) și a armatei sale de cavaleri alungați și hotărâți să distrugă totul în cale.

## Voci
- Freddie Highmore - Justin, eroul poveștii și un tânăr curios în căutare de aventuri, care visează să  devină un cavaler neînfricat , precum bunicul său.
- Antonio Banderas - Sir Clorex, un curățător transformat într-un cavaler fals, care își va învăța lecția atunci când va fi confruntat cu răufăcătorii care vor să pună  stăpânire pe regat.
- James Cosmo - Blucher , care  a fost odinioară cel mai bun prieten al bunicului lui Justin, și care îl va ajuta pe acesta.
- Charles Dance - Legantir, conducătorul călugăr de la mănăstire, care este foarte sever, înțelept, și care îl antrenează pe Justin.
- Tamsin Egerton - Lara, răsfățata fată, iubitoare de modă, fiica celui mai bogat om din regat.
- Rupert Everett - Sota, mâna dreaptă a lui Heraclio.
- Angela Lansbury - Vrăjitoare, o femeie bătrână fără nume și înțeleaptă, care cunoaște viitorul cavalerilor, este vrăjitorie și magie întunecată și lucrează cu Heraclio, de când i-a dat amploare în trecut.
- Barry Humphries - Braulio, unul dintre cei trei călugări , care este foarte inteligent, dar căruia îi este pusă la încercare credința și nervii când Justin ajunge la abație.
- Alfred Molina Reginald -tatăl lui Justin și avocatul regatului, care crede cu îndârjire în puterea cuvântului, și îi interzice cu desăvârșire fiului său să devină cavaler.
- Mark Strong as Heraclio - un vrăjitor malefic de la marginea regatului, un cavaler renegat care pune la cale un plan mârșav pentru a pune mâna pe coroana regelui.
- David Walliams - Melquiades
- Julie Walters - Bunica, bunica grijulie a lui Justin, care crede în el și îl convinge să își urmeze inima, oriunde ar fi.
- Olivia Williams - Regina, al cărui spirit nobil a fost suprimat, după ce regele a murit, a decis să scoată în afara legii cavalerii
- Saoirse Ronan - Talia, eroina filmului, și o fată arțăgoasă care lucrează la Hanul Vulturul Rupt.

## Dublajul în română
În limba română filmul beneficiază de o paletă largă de celebrități, prima dezvăluită fiind Roxana Iliescu, prezentoarea TV de la B1TV, ce o va dubla pe regină ,articol publicat în Viva! urmând ca cei doi membrii ai trupei Lala Band, Cristina Ciobănașu și Vlad Gherman să se alăture distribuției, Vlad în rolul personajului eponim, Justin, iar Criss în rolul iubitei sale din film, dar și lui Vlad , rebela Talia, articolul fiind de asemenea promovat prin intermediul mass-media, figurând ca știre pe Libertatea. În următorul comunicat de presă, a fost prezentată știrea conform căreia prezentatorul TV al "Poveștirilor de noapte" de la AcasăTV, Mircea Solcanu îl va interpreta pe Sota, ucenicul lui Heraclio, și un împătimit al stilului. Pe 27 septembrie, a fost rândul uneia dintre cele mai importante personalității din lumea cinematografiei și televiziunii, Irina Margareta Nistor, să o dubleze pe bunica înțelegătoare, dar deopotrivă cârcotașă a lui Justin, criticul de film mărturisind că deși a tradus filmele din perioada antecomunistă, mereu și-a dorit să facă un dublaj profesionist. O surpriză plăcută pentru fanii animațiilor de toate vârstele, îl surprinde pe unul dintre cei mai caristmatici prezentatatori TV din România, Cabral Ibacka, de la "Poveștiri de noapte", în postura de a-l dubla pe Sir Clorex, arătosul dar infatuatul cavaler, interpretat în original de legendarul Antonio Banderas. Pe 3 octombrie a fost rândul uneia dintre cele mai controversate vedete de la noi, supranumită "Regina telenovelor", actrița Diana Dumitrescu,să îi dea puțin din sufletul ei, Larei, o preafrumoasă dar răsfățată fiică de nobil ,informează MediaFax. Florin Busuioc, prezentatorul meteo de la ProTV, este Reginald, tatăl lui Justin și cel care își dorește cu ardoare ca fiul lui să devină avocat. MediaPro, distribuitorul filmului în România, promite să aducă în varianta românească a filmului, cele mai îndrăgite nume din showbiz.
Dublajul a fost realizat de: Media Vision 

Au dublat în limbă română:
- Vlad Gherman - Justin
- Cristina Ciobănașu - Talia, iubita lui Justin
- Irina Margareta Nistor- Bunicuța
- Mircea Solcanu - Sota, mâna dreaptă a maleficului Heraclio
- Roxana Iliescu - Regina
- Cabral Ibacka- Sir Clorex
- Diana Dumitrescu- Lara, frumoasa fată de bani gata, fiica celui mai bogat om din regat
- Florin Busuioc- Reginald, tatăl lui Justin
- Gică Andrușcă- Blucher, cel mai bun prieten al bunicului lui Justin
- Claudiu Istodor- Legantir,călugărul conducător al mănăstirii unde Justin va fi ajutat să devină cavaler
- Petre Lupu- Braulio, unul dintre cei trei călugări, ce are crize de convulsie, din cauza venirii lui Justin
- George Lungoci- Heraclio,un vrăjitor malefic de la marginea regatului, un cavaler renegat care pune la cale un plan malefic pentru a pune mâna pe coroana regelui
- Neculai Predica- Melquiades, un vrăjitor fals, care consideră că se dedublează în două personalități diametral opuse

- Vedetele alese interpretează prin amabilitatea MediaPro Distribution[19]